# Зернове (селище, Кальміуський район)
Зернове́ — селище в Україні, у Кальміуській міській громаді Кальміуського району Донецької області. Населення становить 75 осіб.

## Загальні відомості
Відстань до селища Старобешеве становить близько 12 км і проходить переважно автошляхом Т 0509.
Із 2014 р. внесено до переліку населених пунктів на Сході України, на яких тимчасово не діє українська влада.

## Населення
За даними перепису 2001 року населення селища становило 75 осіб, із них 29,33 % зазначили рідною мову українську, 61,33 % — російську, 6,67 % — грецьку та 2,67 % — молдовську мову.